# Nishada formosibia
Nishada formosibia là một loài bướm đêm thuộc phân họ Arctiinae, họ Erebidae.